# Tabletier
Le tabletier est un fabricant de petits objets, originairement le fabricant des tablettes à écrire dont les tablettes de cire.

## D'abord le fabricant des tablettes de cire
Le métier de tabletier, le fabricant des tablettes de cire est un art ancien, vestiges faisant preuve, la plus ancienne tablette connue provient d'un bateau mycénien et date du XIVe siècle av. J.-C.. On a d'autre part retrouvé des tablettes à Nimrud, écrites en cunéiforme.
Les « tabletiers », ou « ceux qui font tables à écrire », constituent une des premières organisations de métier, entérinée par le Livre des métiers d'Étienne Boileau, rédigé en 1268. Ils partagent avec les merciers leur saint patron et saint Éloi avec les orfèvres dont ils sont proches puisque certaines tablettes ont été ouvragées comme de véritables bijoux, associant des matériaux comme l'ivoire, l'or ou l'argent. 

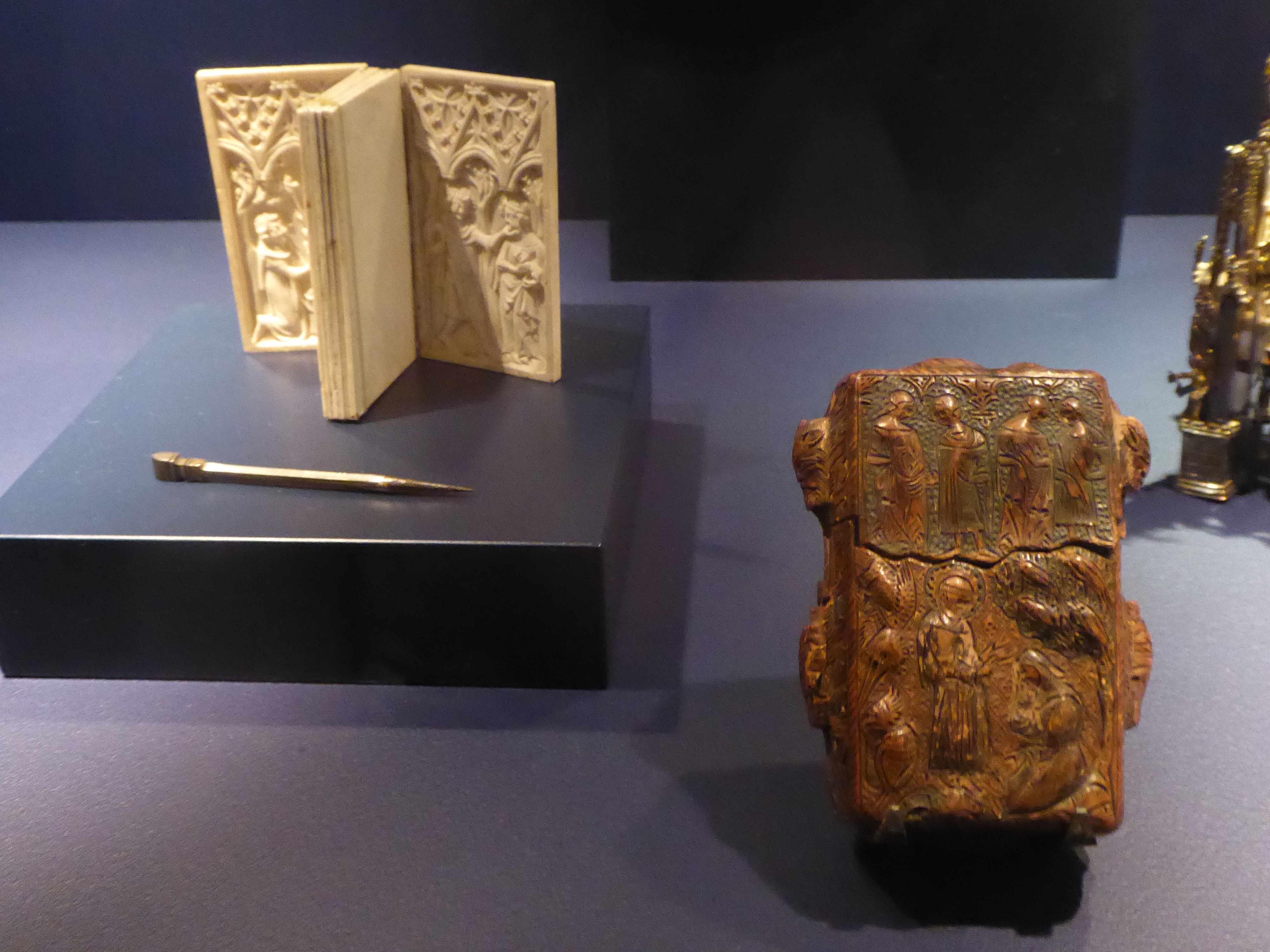
Tablettes à écrire, étui et stylet vers 1330-1340

Les tabletiers (titre LXVIII) travaillaient l'ivoire, la corne ou le bois dur (hêtre, buis, cèdre, ébène, brésil, cyprès) pour fabriquer de minces plaquettes enduites d'une couche de cire, sur lesquelles on pouvait écrire avec un stylet et qu'on portait suspendues à la ceinture, telles les tablettes de cire.
Un statut de 1485 mêle dans le même métier « peigniers et tabliers » et, en 1407, « peigniers, tabletiers, tourneurs et tailleurs d'image ».
Si la profession se perpétue, les tablettes à écrire disparaissent des textes juridiques à partir de la fin du XVe siècle. Saint Hildebert devient le patron des tabletiers.

## Ensuite un fabricant de menus objets
La tabletterie est un art qui embrasse une foule de petits ouvrages qui entrent, sous plusieurs rapports, dans ceux de l’ébéniste, du marqueteur et du tourneur.
« Les maîtres tabletiers ne font qu'un corps avec les peigniers. Leurs ouvrages particuliers sont des tabliers pour jouer aux échecs, au trictrac, aux dames, au renard avec les pièces nécessaires pour y jouer, des billes et billards, des crucifix de buis ou d'ivoire, d'où ils sont appelés tailleurs d'images d'ivoire enfin toutes sortes d'ouvrages de curiosité de tour tels que sont les bâtons à se soutenir, les montures de cannes, de lorgnettes et de lunettes, les tabatières, ce qu'on appelle des cuisines, des boites à savonnettes, & où ils emploient l'ivoire et toutes espèces de bois rares qui viennent des pays étrangers comme buis, ébène, brésil, noyer, merisier, olivier. Le domaine du tabletier est la tabletterie. »

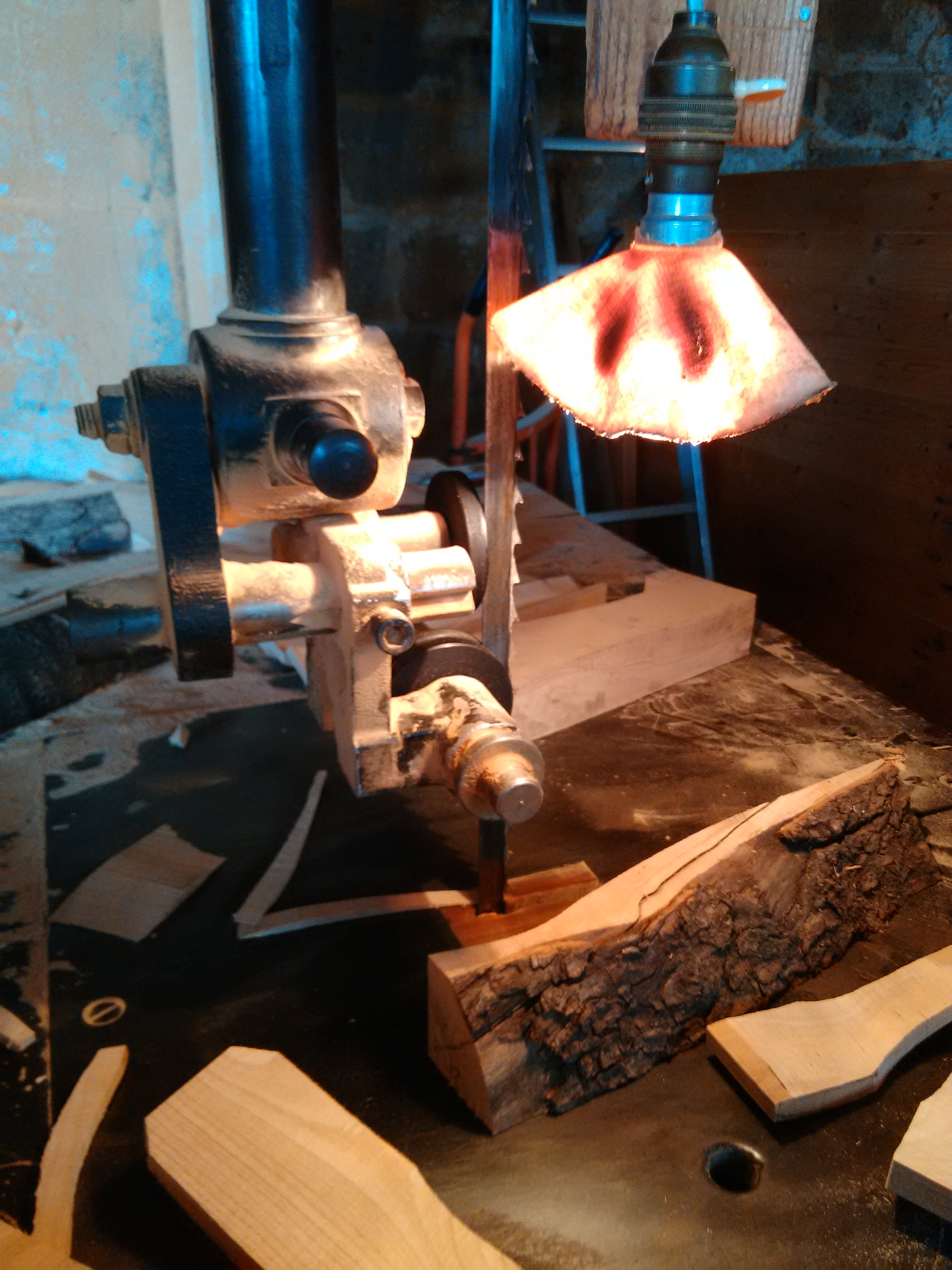
Fabrique de cuillères du Royans à la tabletterie Desfonds

Le tabletier fait des pièces de tour délicates et une infinité de petits ouvrages en bois, en or, en écaille, en concordataire avec des billes de toutes tailles, en corne, en nacre et en ivoire ; les dames pour le jeu de dames, les pièces pour le jeu d’échecs, les dominos ; des peignes, des bijoux, des étuis, boîtes, éventails, etc.
Aux XVIIIe et XIXe siècles, plus particulièrement sous le Premier Empire, la tabletterie connaît un âge d'or grâce à la vogue des nécessaires de voyage, coffrets où s'agencent minutieusement un grand nombre d'objets issus de la production des tabletiers. Le représentant le plus célèbre de cet artisanat est Martin-Guillaume Biennais, fournisseur de l'Empereur et des cours européennes de l'époque.

## Source
- Eustache-Marie Courtin, Encyclopédie moderne, ou dictionnaire abrégé des sciences, des lettres, et des arts, par M. Courtin et par une société de gens de lettres, Paris, 1824-1832.